# منیره صلح
منیره صلح (عربی: منیرة صلح)، (زاده ۱۹ سپتامبر ۱۹۱۱ – درگذشته ۲۷ نوامبر ۲۰۱۰) یک شخصیت انسان‌دوست از پیشتازان مبارزه برای حقوق زنان و معلولین در لبنان بود. او اولین زن مسلمان در لبنان و شاید در جهان عرب بود که برای عضویت در پارلمان کاندید شد و سه بار در انتخابات پارلمانی سال‌های ۱۹۶۰، ۱۹۶۴ و ۱۹۶۸ خودش را کاندید کرد ولی هیچگاه انتخاب نشد.
منیره انستیتوی معلولین امید را در سال ۱۹۵۹ تأسیس کرد و اولین مرکز از نوع خودش در لبنان و جهان عرب بود. او همچنین در سال ۱۹۸۴ انجمن اولیای اطفال معلول که اولین مرکز از نوع خودش در لبنان بود را تأسیس کرد.

## زندگی و فعالیت‌ها

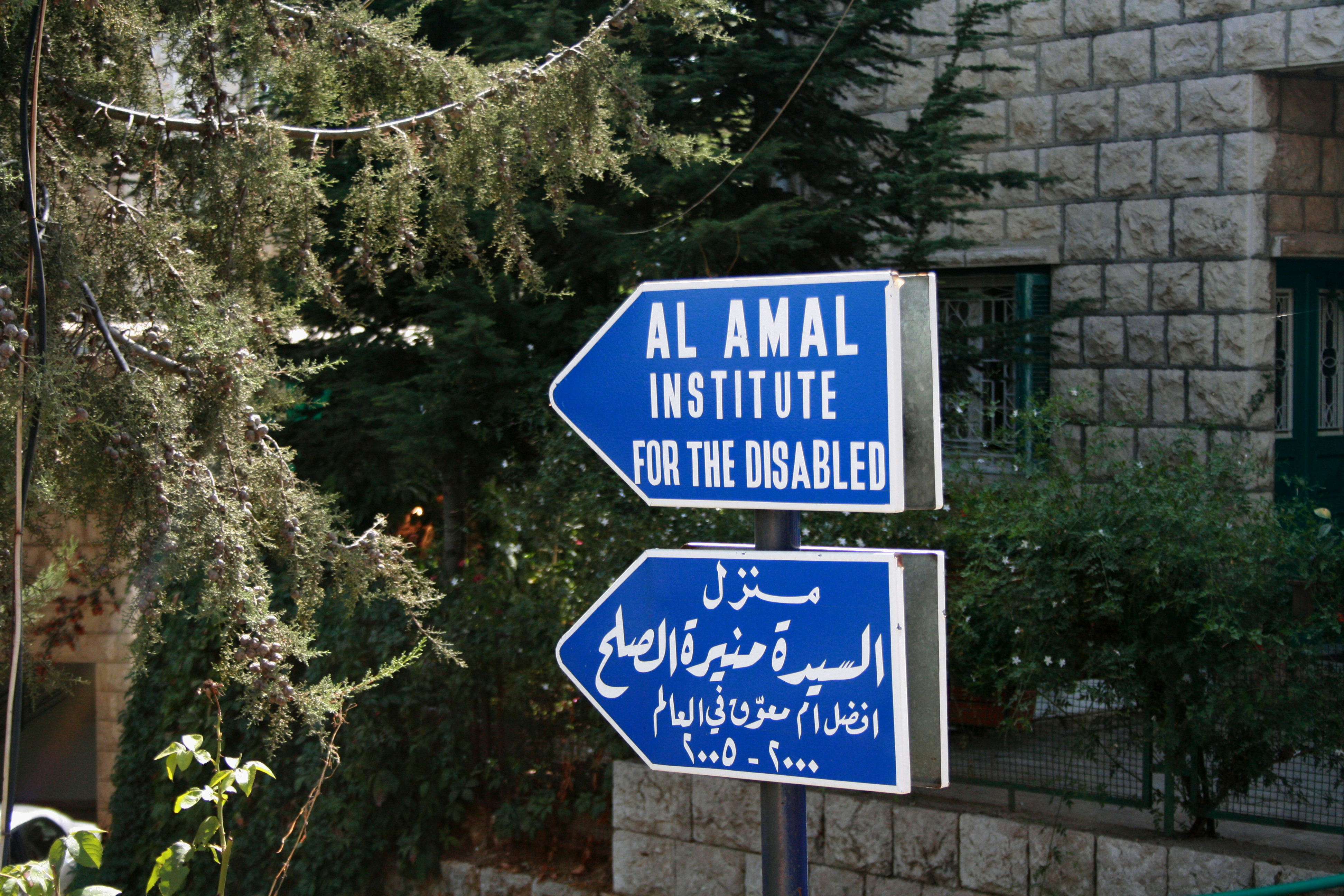
موسسه امید برای افراد معلول در بیروت، لبنان

منیره با فراخوان به حقوق زنان، از برجسته‌ترین رهبران زن در تظاهراتی بود که منجر به استقلال لبنان در سال ۱۹۴۳ شد. منیره همچنین از اولین زنانی بود که در لبنان و جهان عرب به دانشگاه راه یافت. او در سال ۱۹۳۳ از دانشکده عالی زنان (دانشگاه آمریکایی بیروت) فارغ‌التحصیل شد. او کمی بعد به بغداد سفر کرد و در آنجا بمدت دو سال به شغل معلمی در مدارس پرداخت و در بازسازی برنامه‌های درسی شرکت کرد. او در سال ۱۹۳۵ به لبنان بازگشت و بعد از ازدواج، به همراه همسرش به فلسطین رفت.
منیره در سال ۱۹۵۱ پا بپای دیگر زنان روستایی در نهضت قوانین مربوط به زنان و معلولین فعالیت می‌کرد و به عضویت شورای زنان لبنان درآمد. او همچنین رهبری گروه ملی داوطلبان کمک به قربانیان آتش‌سوزی بزرگ در بیروت در سال ۱۹۵۶ را بر عهده داشت.
بعد از گذشت یک سال از ترور همسرش در جریان بحران لبنان در سال ۱۹۵۸، منیره انستیتوی معلولین امید را تأسیس کرد و این ایده اش ناشی از اشتیاقش به کمک به فرزندش سلیم و دیگر کودکان معلول بود. او در سال ۱۹۶۸ به عضویت سازمان بین‌المللی خانواده درآمد که سازمانی پیشتاز در زمینه حقوق معلولین در جهان بود و در همین سال به عنوان معاون رئیس شورای زنان لبنان انتخاب و در سال ۱۹۷۰ عضو شورای جهانی زن گردید. او بعد از سه بار حضور در کنفرانس‌های سالانه کمیته به‌کارگیری اشخاص علاقه‌مند به معلولین وابسته به رئیس‌جمهور آمریکا بین سال‌های ۱۹۷۰ و ۱۹۷۲ در واشینگتن نشان ویژه از ریچارد نیکسون دریافت کرد. او بخاطر مبارزاتش برای حقوق زنان و معلولین رسماً به نمایندگی لبنان در کنفرانس‌های بین‌المللی در نقاط مختلف جهان انتخاب شد.

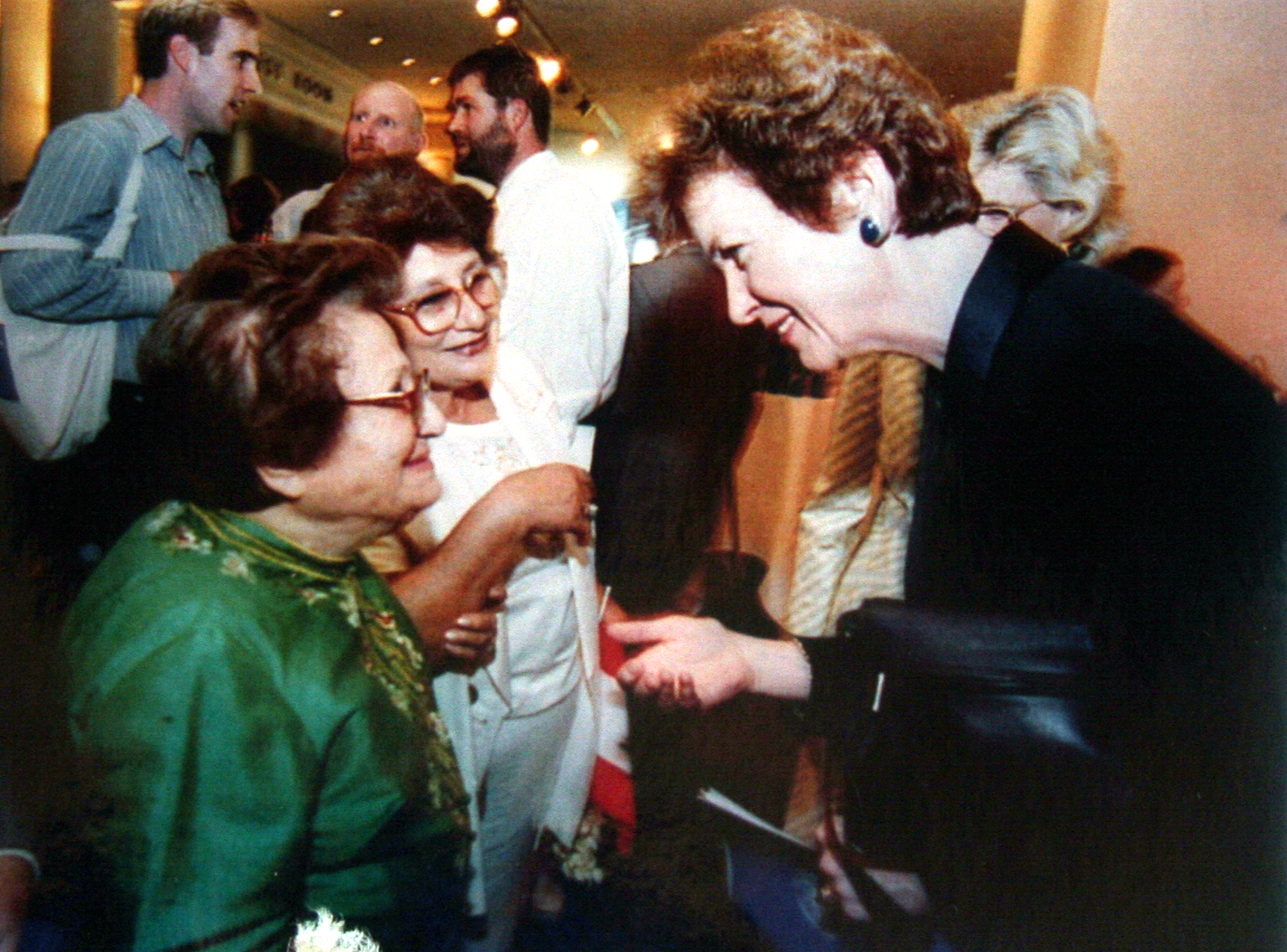
خانم منیره صالح از مری رابینسون جایزه رز دهانه افتخاری برای مادران ۲۰۰۰–۲۰۰۵، ۲۰۰۰، را دریافت می‌کند.

## درگذشت
منیره صلح در تاریخ ۲۷ نوامبر سال ۲۰۱۰ در حالی که ۹۹ ساله بود، درگذشت و در حال حاضر فرزندانش سناء و نصیب انستیتوی معلولین امید در لبنان را اداره می‌کنند.